# Пашкевич, Генрик
Генрик Пашкевич (пол. Henryk Paszkiewicz; 10 марта 1897, Лодзь — 8 декабря 1979, Лондон) — польский историк-медиевист, специалист по истории средних веков Центральной и Восточной Европы. Профессор (1934). Член-корреспондент Польской академии наук (1945).

## Биография
1915—1920 — учился на историческом факультете Варшавского университета под руководством известных историков Казимира Тыменецкого, Марселя Гандельсмана и Оскара Галецького. Состоял в Союзе Демократической Молодежи и Польской организации войсковой (ПОВ). В 1920 г проходил военную службу в Варшавском полку пехоты во время польско-советской войны.
В 1920 г. защитил кандидатскую диссертацию под руководством Оскара Галецкого. Стажировался в Берлинском университете.
С 1927 стал преподавать историю в Варшавском университете.
В 1928 — доцент кафедры истории Восточной Европы средних веков.
В 1934 — профессор Свободного польского университета в Варшаве.
С 1936 — член-корреспондент Варшавского Научного Общества.
С 1939 — профессор Варшавского университета.
В сентябре 1939 года был призван из офицерского запаса и принимал участие в обороне Варшавы. Попал в плен, находился в гитлеровском концентрационном лагере Офлаге VII в Мурнау (Murnau).
В 1945—1947 — в Италии, работал в Ватиканском архиве. Стал одним из основателей Польского исторического института в Риме. Курировал обучение в итальянских университетах военнослужащих 2-го Польского корпуса 8-й Британской армии (известного также, как армия генерала Андерса).
20 июля 1945 избран членом-корреспондентом Польской академии наук.
С 1948 жил в Лондоне (Великобритания). Соучредитель Польского университета в эмиграции, Польского Научного Общества и Польского исторического общества в Великобритании. Вице-президент Фонда Лянцкоронских из Бжезя. В новоучрежденном университете занял кафедру средневековой истории. Начал издание энциклопедии «Polska i jej dorobek dziejowy w ciągu tysiąca lat istnienia : Zarys i encyklopedia spraw polskich». Входил в состав редколлегий исторических журналов «Teki Historyczne» и «Antemurale». Умер в Лондоне во время работы над 3-м томом «русской трилогии».

## Исследования
Среди основных научных изысканий Пашкевича — проблемы происхождения Древнерусского государства, история взаимоотношений Великого княжества Литовского и Великого княжества Московского, история Великого княжества Литовского и включения его земель в состав Польского Королевства, внешняя политика Польского королевства и Великого княжества Литовского, история отдельных регионов — Подляшья, Волыни и Подолья. Исследования Пашкевича все ещё мало известны исследователям восточноевропейских стран, поскольку в историографических обзорах И.Шаскольского, В.Пашуто, В.Шушарина, Л.Черепнина его классифицировали как историка польской «националистической буржуазной» эмиграции и как сторонника норманнской теории происхождения Руси. В 1930 году издал на латинском языке «Реестры по истории Литвы».

### Трилогия
- The origin of Russia. — London: George Allen & Unwin. — 1954.
- The making of Russian nation. — London 1963.
- The Rise o Moscow power, translated by P.S. Falla. — New York: Boulder: East European Monographs, Distributed by Columbia University Press. — 1983.

### Избранные труды
- Dzieje Polski. Czytanki z literatury historycznej i wypisy ze źródeł. Cz. 1. — Warszawa: «Bibljoteka Polska». — 1924 (wyd. 2 — 1925).
- Dzieje Polski. Czytanki z literatury historycznej i wypisy ze źródeł. Cz. 2. Czasy Jagiellonów. — Warszawa: «Bibljoteka Polska». — 1925.
- Z dziejów rywalizacji polsko-węgierskiej na terenie Rusi Halicko-Włodzimierskiej w XIV w. (trzy traktaty z lat 1350—1352). — Lwów: Nakładem Towarzystwa Historycznego. — 1924.
- Polityka ruska Kazimierza Wielkiego. — Warszawa. — 1925 (wyd. 2 — przygotowała do Anna Kucińska-Kucharczyk, Kraków: Towarzystwo Naukowe «Societas Vistulana» 2002).
- Regesta Lithuaniae. Ab origine usque ad Magni Ducatus cum Regno Poloniae unionem// Prace Seminarium Historii Europy Wschodniej Uniwersytetu Warszawskiego.- Varsoviae: Kasa im. Mianowskiego, Instytutu Popierania Nauki. — 1930.
- Jagiellonowie a Moskwa, t. 1: Litwa a Moskwa w XIV i XV wieku, Warszawa: Dom Książki Polskiej 1933 (wyd. 2 — Wydawnictwo ANTYK Marcin Dybowski 2014).
- Z życia politycznego Mazowsza w XIII wieku (rządy Ziemowita Konradowicza). — Warszawa. — 1935.
- W sprawie inkorporacji Litwy do Polski w 80 latach XIV w. — Warszawa. — 1938.
- O genezie i wartości Krewa. — Warszawa: Gebethner i Wolff. — 1938.
- Polska a Moskwa w ciągu dziejów. — Londyn: Instytut Bliskiego i Środkowego Wschodu «Reduta». — 1949.
- Jagiełło w przededniu Unii polsko-litewskiej w oświetleniu nowych źródeł. — Londyn. — 1951
- Polska i jej dorobek dziejowy w ciągu tysiąca lat istnienia. Zarys i encyklopedia spraw polskich. Т. 1: Zarys, pod red. H. Paszkiewicza. — Londyn: Księgarnia Polska Orbis-Polonia. — 1956.
- Polska niepodległa i druga wojna światowa: skrót części VI wydawnictwa «Polska i jej dorobek dziejowy», oprac. pod red. H. Paszkiewicza. — Londyn: Orbis Polonia. — 1959.
- Literatura polska: skrót części 3 wydawnictwa «Polska i jej dorobek dziejowy», oprac. pod red. H. Paszkiewicza, przez 56 uczonych i specjalistów przebywających w wolnym świecie. — Londyn: Księgarnia Polska «Orbis Polonia». — 1961.
- Elementa ad Fontium Editiones. 9, Res Polonicae ex Archivo Regni Daniae I pars (1526—1572), coll. Leon Koczy, ed. curaverunt Valerianus Meysztowicz, Henricus Paszkiewicz, Carolina Lanckorońska. — Romae: Institutum Historicum Polonicum Romae. — 1964.
- Przedmowa [w:] Władysław Wielhorski, Wspomnienia z przeżyć w niewoli sowieckiej. — London: Księgarnia Orbis. — 1965 (przedruk w w drugim obiegu: Łódź — Poznań: Towarzystwo Oświaty Niezależnej 1985).
- Początki Rusi, z rękopisu przygotował Krzysztof Stopka. — Kraków: PAU. — 1996.
- Powstanie narodu ruskiego, z rękopisu przygotowała Lidia Korczak// Rozprawy Wydz. Hist.-Filoz. Og. zbioru t. 87.- Kraków: PAU. — 1998.
- Wzrost potęgi Moskwy// Rozprawy Wydz. Hist.-Filoz. Og. zb. Т. 92.- Kraków: PAU. — 2000.